# 邁克爾·斯坦伯格 (律師)
邁克爾·艾倫·斯坦伯格（英語：Michael Alan Steinberg；1959年2月6日—），是一位美國律師和政治家。他曾兩次參選佛罗里达州议会，又曾爭取2016年美國總統選舉民主黨黨內提名，但均告失敗。後來他代表美国改革党作為洛基·德拉富恩特的副手，成為2016年美國總統選舉副總統候選人。
2010年他在美国社会安全保险工作差不多30年時，被《坦帕灣時報》稱為專家：「你會禍不單行」。他稱人口老齡化和經濟表現不佳是地方增加索賠的原因，2008年至2009年的全國記錄增長了21%；而當時他正在競選佛罗里达州众议院第四十七選區議席。

## 外部連結
- 邁克爾·斯坦伯格總統競選網站 （页面存档备份，存于）
- 2016年邁克爾·斯坦伯格總統競選訪問（Michael Steinberg for President 2016 election candidate interview）（錄音，2014年8月30日） （页面存档备份，存于）

| 政党职务           | 政党职务                  | 政党职务 |
| ------------------ | ------------------------- | -------- |
| 前任者： 肯·克羅斯 | 改革党副總統候選人 2016年 | 最新的   |